# Physostegia purpurea
Physostegia purpurea är en kransblommig växtart som först beskrevs av Thomas Walter, och fick sitt nu gällande namn av Sidney Fay Blake. Physostegia purpurea ingår i släktet drakmyntor, och familjen kransblommiga växter. Inga underarter finns listade i Catalogue of Life.
- Wikimedia Commons har media som rör Physostegia purpurea.